# Meine Kinder und ich
Meine Kinder und ich ist ein deutscher Spielfilm aus dem Jahre 1955 von Wolfgang Schleif. Grethe Weiser spielt die Paraderolle einer resoluten und patenten Mutter von drei Kindern.

## Handlung
Die resolute Mutz Hartmann ist überraschend Witwe geworden. Nun muss die Hausfrau zusehen, wie sie Geld verdient, um die Kinder, von denen allerdings bereits zwei im Erwachsenenalter sind, durchzubringen. Ihre Schlagfertigkeit und Durchsetzungsfähigkeit sowie ihr freches Berliner Mundwerk prädestiniert Mutz geradezu für die Tätigkeit einer robusten Taxifahrerin. Der ältere der beiden Söhne, Günther, hilft so gut er kann und versucht, seiner Mutter beizustehen. Als Werkstudent in einem Industriebetrieb will er so schnell wie möglich ein Paar Mark hinzuverdienen, um Mutz etwas zu entlasten. 
Vor Ort lernt Günther die junge hübsche Tochter seines Chefs, Gabriele, genannt Gaby, Roecker kennen. Beide verlieben sich rasch ineinander. Monika Hartmann wiederum arbeitet an der Verwirklichung ihres Traums: Sie will unbedingt ein Mannequin (neudeutsch: Model) werden. Der kleine Peter Hartmann, das Nesthäkchen der Familie, ist Gott sei Dank weitgehend sorgenfrei. Die Dinge entwickeln sich nach kleineren Turbulenzen zum Besseren, als Gabys Vater, Direktor Roecker, die Tüchtigkeit Günthers anerkennt und nichts mehr dagegen hat, dass er sein Schwiegersohn wird. Mit Günthers gut dotierter Position im Betrieb ist schließlich das wirtschaftliche Überleben der Familie Hartmann gesichert. 

## Produktionsnotizen
Meine Kinder und ich entstand Mitte 1955 im Atelier Berlin-Tempelhof mit Außenaufnahmen aus Berlin und Umgebung und wurde am 25. Oktober 1955 in Dortmund uraufgeführt. Die Berliner Premiere war am 2. Dezember 1955. Am 6. Oktober 1972 wurde der Film erstmals im deutschen Fernsehen (in der ARD) ausgestrahlt.
Das Ehepaar Mathias Matthies und Ellen Schmidt gestaltete die Filmbauten. Werner Ludwig übernahm die Produktionsleitung. Anneliese Ludwig entwarf die Kostüme. Michael Marszalek fertigte die Standfotos an.

## Kritik
Im Lexikon des Internationalen Films heißt es knapp: „Wirklichkeitsferner, freundlich-unverbindlicher Unterhaltungsfilm.“